# 卡爾皮夫卡 (克列緬丘格區)
48°59′9″N 33°47′16″E / 48.98583°N 33.78778°E
卡爾皮夫卡（烏克蘭語：Карпівка），是烏克蘭的村落，位於該國中部波爾塔瓦州，由克列緬丘格區負責管轄，處於第聶伯河畔，海拔高度72米，2001年該村落人口129。